# Zapotèques
Les Zapotèques (en espagnol : Zapotecos) sont une population autochtone du Mexique. La population zapotèque est concentrée dans l'État de Oaxaca dans le Sud du Mexique mais il existe aussi quelques communautés zapotèques dans les États voisins. De nos jours la population est estimée entre 400 000 et 650 000 personnes, dont une partie importante sont monolingues d'un des langages ou dialectes zapotèques.
Avant la colonisation espagnole, la civilisation zapotèque était une des sociétés les plus développées de l'Amérique centrale, ayant par exemple développé un système d'écriture.
Les quatre principaux groupes zapotèques sont : les istmeños, de l'Isthme de Tehuantepec, les serranos, de la Sierra Madre de Oaxaca, les zapotèques du sud, habitants de la Sierra Sur, et les zapotèques de la vallée d'Oaxaca.

## Nom
Les zapotèques se désignent eux-mêmes par le terme Ben 'ZaaI, « Le peuple du nuage ».
Pendant des décennies on a pensé que le nom Zapotèque était tiré de tzapotēcatl en nahuatl (au pluriel tzapotēcah) désignant « Les habitants de Sapote ». Des études plus récentes[Quand ?] de l'Université nationale autonome du Mexique soutiennent qu'il s'agit d'un mot hybride qui viendrait d'une fusion entre « za/zaa » (nuage) et « pochteca » (marchand) et devrait être orthographié en espagnol Zapochteca ou Zaapochteca.

## Civilisation

### Histoire
Les premières traces archéologiques de la culture zapotèque remontent à près de 2 500 ans, notamment dans la cité antique de Monte Albán dans l'actuel État mexicain d'Oaxaca : bâtiments, tombeaux et œuvres d’art, notamment des bijoux en or finement travaillés, et de jeux de balle.
À partir de l'étude du centre de Monte Albán, les historiens ont distingué cinq phases de la civilisation zapotèque : 
| Phase           | Période                        |
| --------------- | ------------------------------ |
| Monte Albán I   | 500 à 200 av. J.-C.            |
| Monte Albán II  | 200 av. J.-C. à 250 apr. J.-C. |
| Monte Albán III | 250 à 700 apr. J.-C.           |
| Monte Albán IV  | 700 à 1000 apr. J.-C.          |
| Monte Albán V   | 1000 à 1500 apr. J.-C.         |

### Culture

#### Langue
Il existe une soixantaine de variantes de langues zapotèques, plus ou moins proches de leurs cousines les langues chatino. La langue la plus parlée est celle des istmeños de l'Isthme de Tehuantepec.
Andrés Henestrosa, linguiste mexicain et zapotèque, est à l'origine de travaux, notamment la publication d'un dictionnaire Zapotèque-Espagnol, qui ont permis une phonétisation et une transcription en alphabet latin des langues zapotèques.

#### Religion

##### Période précolombienne
Avant la colonisation espagnole de l'Amérique, il n'y avait pas de séparation de l'église et de l'état dans la société zapotèque. En effet les chefs zapotèques devait suivre un enseignement religieux strict pour pouvoir prétendre au pouvoir.
Les temples, les yo hopèe, « les foyers de la vitalité », était d'imposants bâtiments dans lesquels les prêtres, appelés Copa pitào, exécutaient les rites religieux. Les Copa pitào étaient majoritairement issus des castes hautes de la société zapotèque et devaient suivre un enseignement théologique avant de pouvoir entrer dans le « clergé ». Les membres ordinaires de la société pouvaient aussi entrer dans le clergé après le même enseignement mais ils étaient condamnés à rester en bas de la hiérarchie ecclésiastique. À la manière du pape catholique, le Ouija-tào, le « grand voyant », occupait le rôle de chef de l'Église.
Les zapotèques croyaient en un élément nommé pè, la vitalité, qui habitait et animait toute forme de vie ainsi que des éléments naturels comme le vent. La religion zapotèque était une religion polythéiste et attribuait à ses divinités différents éléments naturels, événements ou activités, comme le maïs et l'agriculture au dieu Pitao Cozobi, la pluie et les éclairs à Cocijo (équivalent de Tlaloc pour les toltèques), les humains, les animaux et les enfants à la déesse mère Pitao Hichaana, les ancêtres au dieu créateur des humains et animaux Pitao Cozaana, la mort et la Terre au dieu Pitao Pezelao, la guerre et le soleil à Copijcha, ou encore les rêves, l'amour et les excès à Pitao Xicala.

##### Période moderne
Bien que les premiers missionnaires catholiques chez eux, notamment Bartolomé de Olmeda, un mercédaire, et Juan Díaz, un prêtre, ont été tués pour avoir « essayé de déchoir leurs idoles », les zapotèques sont devenus majoritairement catholiques.
Cependant d'anciennes traditions ont été préservées et ont su s'adapter aux nouvelles croyances, par exemple l'enterrement avec des biens de valeurs. De même certains saints catholiques particulièrement populaires localement partagent des caractéristiques propres aux anciennes divinités zapotèques, par exemple San Pedro et le dieu de la pluie zapotèque Cocijo. La Vierge de la Juquila est particulièrement populaire dans l'Oaxaca, alors que généralement dans le reste de l'Amérique latine Notre-Dame de Guadalupe est préférée. Tous les ans, du 7 au 9 décembre, nombre de zapotèques catholiques participent à un pèlerinage à la statue de la Vierge de la Juquila à Santa Catarina Juquila.

## Femmes zapotèques

### Autonomie et sexualité
La société zapotèque est une société basée sur la monogamie et avoir plusieurs partenaires sexuels est mal perçu socialement.
La vie sociale zapotèque est fortement organisée autour d'une division sexuée. Les hommes et les femmes zapotèques sont généralement séparés au travail et lors des rites (à l'exception des danses rituelles). La pureté  de la femme est très valorisée socialement et de cette valorisation découle une entrave à leur liberté sociale et sexuelle. Presque toutes les femmes rencontrent ces phénomènes tout au long de leur vie et doivent protéger leur réputation sexuelle. Il arrive que dès dix ou onze ans, les fillettes soient strictement surveillées et que marcher seule dans la rue leur soit interdit.
Bien que les femmes zapotèques restent généralement libres de choisir leurs partenaires, les attentes sociales vis-à-vis de la virginité différent aussi selon les sexes. La virginité des femmes est très importante et centrale, au point qu’il n'est pas extraordinaire de brandir publiquement les draps, ensanglantés, de la nuit de noces comme preuve de la virginité de la mariée (ancienne tradition méditerranéenne importée par les colons espagnols). Les hommes quant à eux, sont encouragés à s’entraîner et à expérimenter sexuellement avant le mariage.
Au sein du mariage, le degré de liberté de la femme dépend du mari. Certaines sont libres et souveraines, d'autres sont étroitement contrôlées par leur mari, dans les deux cas leur liberté dépend uniquement de la volonté du mari.

### Division sexuelle du travail
Les femmes ont un rôle très important au sein de la famille zapotèque. La maternité et l'éducation sont socialement considérés comme des devoirs de la femme : c'est à elle de prendre sous sa responsabilité les enfants ainsi que de faire le travail dit reproductif ou ménager (ménage et cuisine), en plus de son travail.

À l'époque de la civilisation zapotèque, il y avait déjà une division sexuelle du travail entre les femmes et les hommes : les femmes ayant la responsabilité des enfants et du ménage, leur rôle en dehors du foyer reste proche de celui-ci :
La plus grande partie du travail des femmes était directement voué à ravitailler et nourrir les ouvriers agricoles hommes et parfois aider au désherbage et à la récolte.
La révolution industrielle mondiale et la transition mexicaine d'une économie basée sur l'agriculture à une industrie manufacturière et à la production de services a eu un impact sur la relation des femmes avec le travail. Dès lors, de la même manière qu'en Occident, les femmes sont perçues comme de la main d’œuvre supplémentaire et une opportunité pour les familles d'obtenir une nouvelle entrée d'argent, tout en conservant également leur rôle reproductif  (maternité, ménage, nourriture) au sein du foyer. Les hommes occupant de nouveaux emplois au sein de l'industrie et la décroissance du travail agraire a poussé les femmes zapotèques vers l'industrie textile (tissage), majoritairement dirigée vers le marché extérieur.

## Zapotèques célèbres

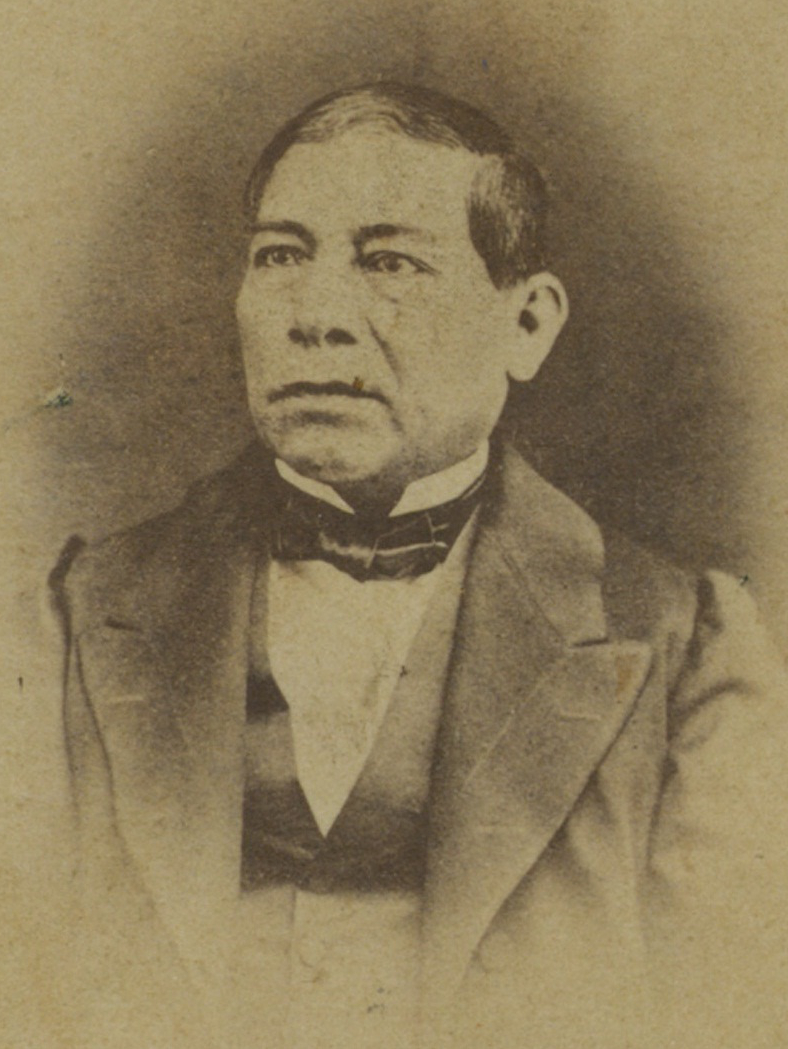
Photographie de Benito Juárez vers 1868

- Photographie de Benito Juárez vers 1868Benito Juarez : Né en Oaxaca de parents zapotèques, Benito Juarez était un homme politique mexicain, libéral, président du Mexique et leader de la guerre de Réforme.
- Andrés Henestrosa : Artiste, linguiste et homme politique mexicain. Il est à l'origine de la phonétisation et de la transcription en alphabet latin des langues zapotèques.